# Santa Claus (Indiana)
Santa Claus ist eine Town im Spencer County. Sie liegt im Südwesten des Bundesstaates Indiana in den Vereinigten Staaten. Das U.S. Census Bureau ermittelte bei der Volkszählung 2020 eine Einwohnerzahl von 2586.

## Geschichte
Bei der Gründung 1854 hieß die Siedlung zunächst Santa Fe. Als man sich um ein Büro des United States Postal Service bemühte, wurde den Bewohnen mitgeteilt, dass schon eine Stadt namens Santa Fe in Indiana existiert. Daraufhin änderten die Bewohner den Namen 1856 in Santa Claus um.
Aufgrund des Städtenamens erhält Santa Claus seit über 100 Jahren Briefe von Kindern zu Weihnachten, die freiwillige Helfer beantworten. Die Stadt hat um das Thema Weihnachtsmann verschiedene Attraktionen gebaut, wie ein Santa Claus Museum und das Santa's Candy Castle, und veranstaltet in der Adventszeit verschiedene Feste.

## Demografie
Zum Zeitpunkt der Volkszählung im Jahre 2010 (U.S. Census 2010) hatte Santa Claus 2481 Einwohner auf einer Landfläche von 17,8 km². Das Durchschnittsalter betrug 41,4 Jahre. Das Haushaltseinkommen lag im Median bei 16.163 US-Dollar. 4,8 % der Einwohner lagen mit ihrem Einkommen unter der Armutsgrenze.

## Persönlichkeiten
- Jay Cutler (* 1983), ehemaliger NFL Quarterback
- Bob Griese (* 1945), ehemaliger NFL Quarterback und Mitglied der Hall of Fame
- Del Harris (* 1937), ehemaliger NBA-Basketballtrainer